# Lepthyphantes intricatus
Lepthyphantes intricatus är en spindelart som först beskrevs av James Henry Emerton 1911.  Lepthyphantes intricatus ingår i släktet Lepthyphantes och familjen täckvävarspindlar. Inga underarter finns listade i Catalogue of Life.